# Corte costituzionale della Thailandia
La Corte costituzionale (thai: ศาลรัฐธรรมนูญ, RTGS: San Ratthathammanun, trascrizione IPA: [sǎːn•rát•tʰà•tʰam•má•nuːn]), è l'organo istituzionale che in Thailandia svolge il ruolo di corte costituzionale e fa parte del ramo giudiziario del governo nazionale thailandese. Inaugurata nel 1997 secondo la Costituzione emanata quello stesso anno, la prima compiutamente democratica di cui si era dotato il Paese, la Corte fu abolita dopo il colpo di Stato del 2006 e reintrodotta l'anno successivo durante la dittatura militare. Da diversi anni è dominata dai militari e dalle élite conservatrici che per tradizione controllano il Paese.

## Storia

### Premesse
Dopo i 12 anni di ferrea dittatura militare tra il 1976 e il 1988, ebbe inizio un periodo di labile democrazia per la Thailandia, interrotta dal colpo di Stato militare del 1991 guidato da Suchinda Kraprayoon. Quello stesso anno la giunta militare fece promulgare una nuova costituzione e Suchinda si fece eleggere primo ministro malgrado non fosse stato eletto; queste circostanze scatenarono la reazione popolare che fu soffocata nel sangue dalle forze dell'ordine con il cosiddetto maggio nero del 1992. Nel settembre successivo Suchinda fu costretto alle dimissioni, il paese tornò alla democrazia e nel 1994 fu istituito un Comitato per lo sviluppo democratico del parlamento. Venne modificata la Costituzione del 1991; le riforme furono insufficienti ma furono la base per le riforme degli anni successivi. Con il governo tra il 1995 e il 1996 di Banharn Silpa-archa fu istituito un Comitato per le riforme politiche che fece nuove modifiche alla costituzione e spinse per dotare il paese di una nuova costituzione democratica.

### Istituzione della Corte nel 1997
La Costituzione del 1997 fu la prima nel Paese ad assecondare i voleri del popolo, un'apposita assemblea extra parlamentare eletta da tutte le province la stilò dopo aver invitato a pubbliche udienze la popolazione a esprimere pareri su come andasse impostata. Su queste basi la nuova costituzione nacque con sostanziali novità tra cui l'istituzione della prima Corte costituzionale nel paese, che venne fondata quello stesso anno. Fu inoltre spianata la strada per avere dopo molti anni elezioni compiutamente democratiche.
Alla Corte costituzionale fu affidata la giurisdizione sulla costituzionalità degli atti parlamentari, i decreti reali, i progetti di legge, così come la nomina e la rimozione di funzionari pubblici e questioni riguardanti i partiti politici. Nei primi anni la Corte mantenne un equilibrio influenzando la politica in modo marginale e rappresentò una speranza per il consolidamento della democrazia.

### La Corte e il governo di Thaksin Shinawatra (2001-2006)
Dopo le elezioni del 2001 fu eletto premier il magnate Thaksin Shinawatra, leader del partito Thai Rak Thai, che si pose alla guida del governo di coalizione formato assieme ai partiti Nuova Aspirazione e Nazione Thai. Diede luogo ad una svolta (definita di "diplomazia populista") sia nella politica interna che in quella estera del Paese. Tra i provvedimenti che lo resero più popolare, vi furono la concessione di prestiti a basso interesse per i contadini, la legge che garantiva accesso ai servizi sanitari a prezzi ridotti e i massicci investimenti nell'istruzione pubblica. Fu rilanciata l'economia del paese, che era stata messa a dura prova con la crisi finanziaria asiatica del 1997/1998.
Thaksin gestì il potere intaccando gli interessi delle vecchie élite di Bangkok legate ai militari e alla monarchia, consolidatesi negli anni settanta. L'opposizione fu messa ai margini del dibattito parlamentare, alleati di Thaksin furono inseriti in posti di comando nevralgici della polizia, dell'esercito, della commissione elettorale e della Corte costituzionale. Fin dall'inizio si creò una frattura tra la nuova e la vecchia classe politica, che avrebbe generato un drammatico conflitto ultradecennale anche tra la popolazione. Si scatenò anche una competizione per ingraziarsi l'elettorato e Thai Rak Thai ne uscì vincitore con le sue politiche populistiche in favore dei poveri e del ristabilimento dell'ordine.

### Dissoluzione della Corte dopo il colpo di Stato del 2006
Thaksin fu deposto da un colpo di Stato incruento nel settembre 2006. La giunta militare fece proclamare la legge marziale, fu sospesa la costituzione del '97 e destituiti Parlamento, governo e Corte costituzionale. Il generale Surayud Chulanont venne posto a capo di un governo ad interim e furono incarcerati molti dei vertici del partito Thai Rak Thai. Dopo il golpe, Thaksin rimase a vivere in esilio all'estero e annunciò il proprio ritiro dalla politica, La dissolta Corte costituzionale fu subito sostituita con un Consiglio costituzionale appoggiato dalla giunta stessa che decretò la dissoluzione di Thai Rak Thai di Thaksin, il quale fu inibito alla politica per 5 anni assieme ad altri 110 membri del partito.

### Nuova Corte costituzionale sotto il controllo dei militari dal 2007

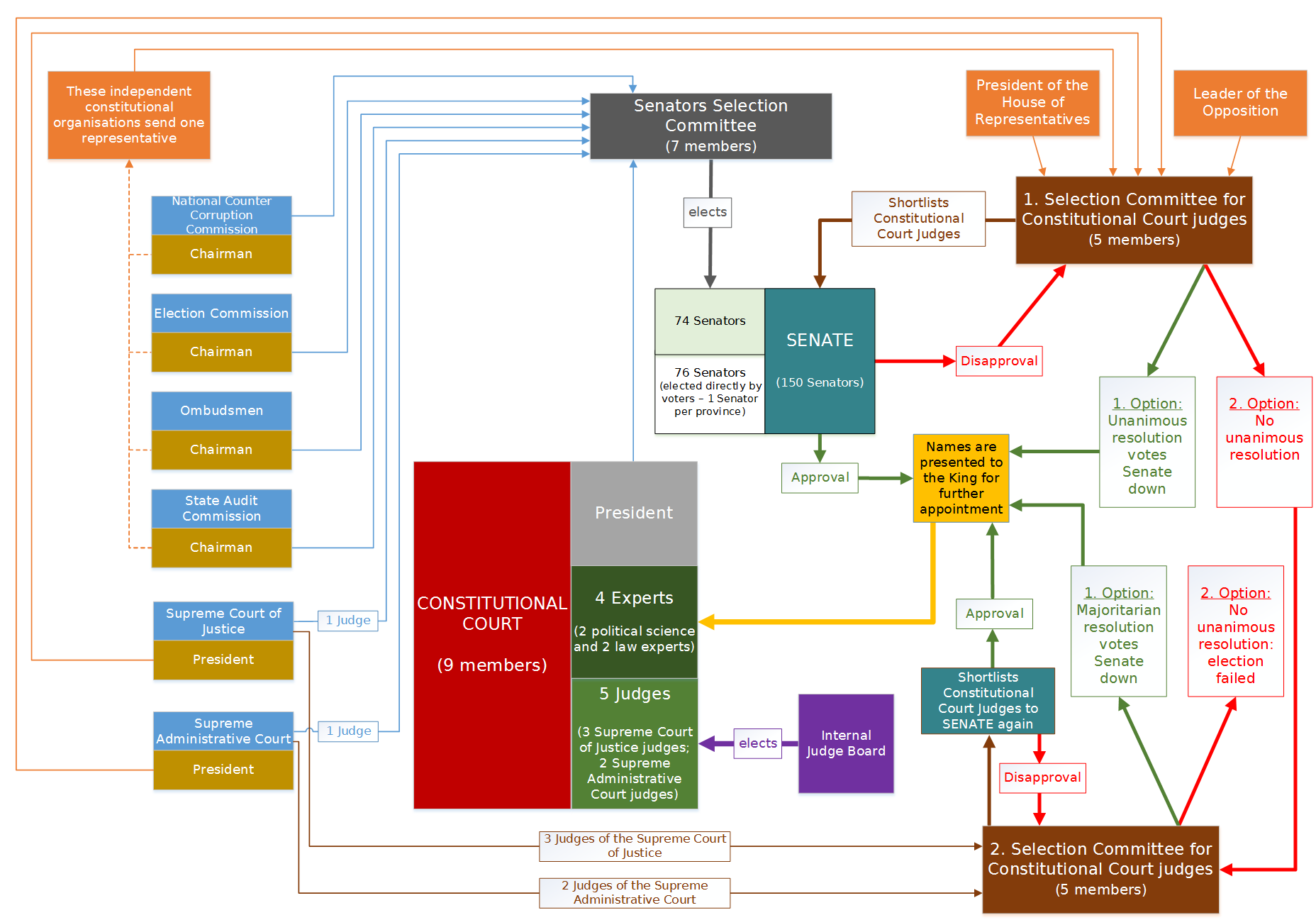
Composizione della Corte emersa dopo la Costituzione del 2007

La nuova Corte fu istituita dalla Costituzione del 2007 voluta dai militari e negli anni successivi aumentò la propria influenza sulle vicende politiche del paese. Tra le decisioni della nuova Corte vi sono state:
- La destituzione nel settembre 2008 del primo ministro Samak Sundaravej, alleato di Thaksin che aveva vinto le elezioni del 2007.[11]
- Lo scioglimento nel dicembre successivo di Partito del Potere Popolare, Nazione Thai e Matchima, i partiti su cui si fondava la coalizione di Samak Sundaravej, e la revoca dei diritti politici di altri 109 dei loro parlamentari, infliggendogli l'interdizione dalla politica per 5 anni. La sentenza avvenne senza che fossero stati ascoltati circa 200 testimoni autorizzati.[11]
- La destituzione nel maggio 2014 del primo ministro Yingluck Shinawatra, sorella e alleata di Thaksin, che aveva vinto le elezioni del 2011.[12]

Questa sentenza fu il prologo del colpo di Stato militare di quello stesso mese che consegnò il potere alla nuova giunta guidata dal comandante in capo dell'esercito Prayuth Chan-ocha, primo ministro nei cinque anni successivi.
Tali decisioni sollevarono pesanti critiche sul ruolo della Corte costituzionale, accusata di appoggiare i militari e i conservatori influenzando la politica nazionale. La Costituzione del 2017 voluta dalla giunta militare aumentò ulteriormente i poteri della Corte costituzionale per prevenire il ritorno al governo degli alleati degli Shinawatra. Le contestate sentenze successive furono:
- Lo scioglimento nel febbraio 2020 del Partito del Futuro Nuovo, che era stato il terzo partito alle elezioni del 2019 grazie ai voti dei giovani e dei progressisti.[15]
- La sentenza del novembre 2021 con cui fu stabilito che le richieste per la riforma della monarchia presentate durante le imponenti proteste anti-governative del 2020-2021 (iniziate per contestare lo scioglimento del Partito del Futuro Nuovo} avevano come obiettivo la destabilizzazione dello Stato e il rovesciamento della monarchia. Il verdetto contribuì a porre fine alle proteste e fu definito un "colpo di Stato giudiziale" che avrebbe potuto favorire il ritorno alla monarchia assoluta e l'ennesimo appoggio dato dalla Corte costituzionale alla causa dei conservatori e dei monarchici.[16][17][18]